# (464045) 2014 WT198
(464045) 2014 WT198 es un asteroide perteneciente al cinturón de asteroides, descubierto el 27 de abril de 2011 por el equipo Spacewatch desde el Observatorio Nacional de Kitt Peak (Arizona, Estados Unidos).